# Ursul de Geer
Jhr. Ursul Philip de Geer (Zeist, 3 januari 1946 – Amsterdam, 7 december 2020) was een Nederlands acteur, regisseur en televisiemaker.

## Jeugd
De Geer werd geboren in de adellijke familie De Geer als zoon van kunstschilder Louis de Geer (1911-2009) en Maria Elisabeth Anna van der Tak (1910-2001). Hij groeide op in een gezin met nog drie broers en een zus. Een zus van zijn vader, Jenny, was getrouwd met Willem Visser (1904-1975), laatstelijk burgemeester van Den Haag. Na zijn HBS-B op het Christelijk Lyceum in Zeist ging De Geer economie en andragogie studeren in Amsterdam.

## Loopbaan
Via het studententoneel en diverse theaterproducties kwam hij als acteur bij toneelgezelschap de Nieuwe Komedie en later bij Toneelgroep Centrum en Persona. Daarna regisseerde hij voor theater onder andere Roza vertrekt, De Misdaden van Vautrin, Leven van Galilei en Gust. Hij speelde ook mee in diverse speelfilms als Spetters, Moord in extase, Ademloos , De vierde man en Black Out. Op 14 oktober 1995 werd hij door de P.G.Wodehouse Society onderscheiden voor zijn optreden en werk met de Right-Honourable-Gally-Threepwood-Award-for-Outdoor-Chivalry.
In de Disney-film Mary Poppins sprak De Geer de stem in van Mr. Banks  
De Geer maakte televisieprogramma's, onder andere zijn eigen praatprogramma Ursul en de televisieprogramma's 't Is hier fantasties en Voor niks gaat de zon op (RTL 4). In 2008 maakte hij zijn debuut in het vakantieprogramma Nederland Vertrekt. Bij televisiezender Het Gesprek was De Geer presentator van het boekenprogramma BOOKZ.
In 2001 keerde hij terug in het theater met Gloed, een toneelbewerking van de roman van Sándor Márai. Deze voorstelling won de NRC-Publieksprijs. Van dezelfde schrijver bewerkte en regisseerde hij Kentering van een huwelijk en De gravin van Parma.
In 2005 begeleidde hij voor de opstart van Omroep MAX een aantal ouderen van 55 tot en met 82 jaar die onder de naam Super Senioren met elkaar in 30 dagen een toneelstuk instudeerden dat later in diverse theaters in geheel Nederland werd opgevoerd. Dezelfde omroep zond een tiendelige serie hiervan uit.
In 2009 deed De Geer mee met de danswedstrijd voor bekende Nederlanders, Dancing with the Stars. In de kwartfinale werd hij uitgeschakeld. Datzelfde jaar regisseerde hij in Stuttgart Marai's Wandlungen einer Ehe.
In 2010 ging De Geer na twintig jaar weer zelf de planken op met de monoloog Bekentenissen, een monoloog over de jeugd van zijn favoriete schrijver Márai, verweven met verhalen uit zijn eigen jeugd.
De Geer regisseerde in 2011 het toneelstuk de Aanslag, gebaseerd op de roman van Harry Mulisch (met onder anderen Victor Löw en Peter Bolhuis). Deze voorstelling kreeg een nominatie voor de Publieksprijs. In 2011 regisseerde hij Napoleon op St. Helena met Huub Stapel. Eveneens in 2011 maakte hij als regisseur een debuut met een musical: Grand Hotel (met onder anderen Ad Knippels, Trudy Klever, Jamai en Tony Neef). In 2013/14 regisseerde hij Haar naam was Sarah en Stoner.
In 2014 speelde De Geer een rechter in seizoen 2 van de televisieserie Danni Lowinski, uitgezonden door SBS6. De Geer speelde voorts de literaire solo Nachttrein naar Lissabon naar een roman van Pascal Mercier en een solo over zijn familie Liever ongelukkig met parels dan zonder. Eind 2015 speelde De Geer nog een bijrol in de Nederlandse komedie Bon Bini Holland.
In december 2020 overleed De Geer op 74-jarige leeftijd na enige tijd ernstig ziek te zijn geweest; op 22 november 2020 was er nog een speciale bijeenkomst aan hem gewijd in het Internationaal Theater Amsterdam in zijn aanwezigheid, door familie en vrienden.